# 鉄衛団
鉄衛団（てつえいだん、ルーマニア語: Garda de Fier、英語: Iron Guard）は、1927年から第二次世界大戦の初期にかけて、ルーマニアで起こった極右の反ユダヤ主義民族運動、およびそれを推進した政党。1940年から1941年まで政権を獲得した。本来鉄衛団は1930年3月に結成した党の準軍事組織を指すが、後に鉄衛団という名はしばしば党全体を指して用いられる。

## 概要

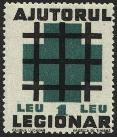
鉄衛団の紋章。三つの十字が牢獄の檻の様な形状をなしている

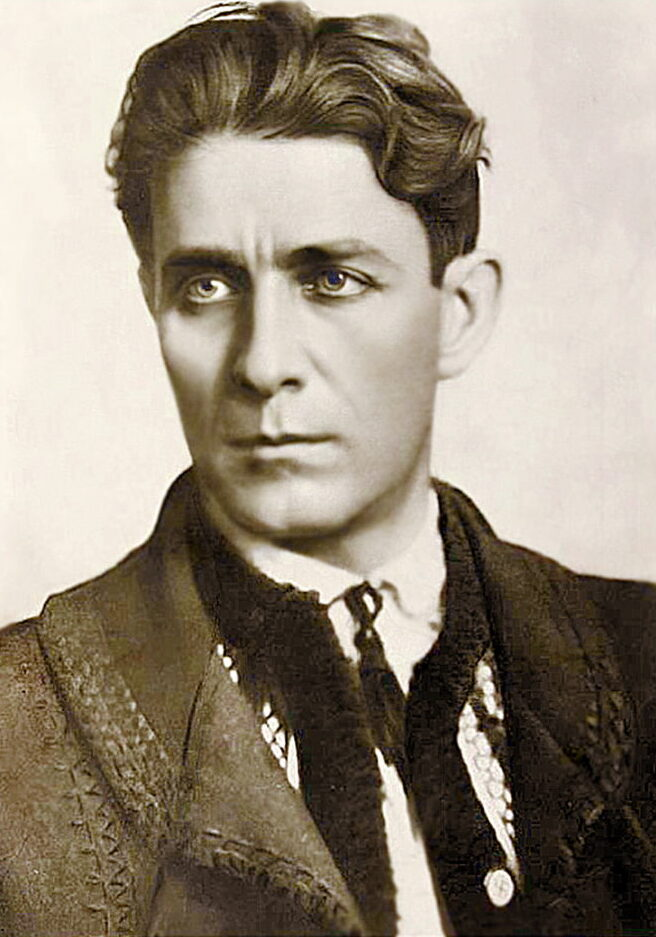
コドレアヌ

王党派とさえ激しく対立し、暗殺事件も引き起こした（1933年と1939年にルーマニア首相を暗殺）。あまりにも非道な方法で勢力の拡大をしたために、ルーマニアでは政情が乱され、国民からも恐れられた。
もともとは1927年7月24日、コルネリウ・コドレアヌ（Corneliu Zelea Codreanu）によって、「神使ミハイル軍団」（Legiunea Arhanghelului Mihail）として創設され、彼が1938年に死ぬまで続いた。
この運動の参加者は、「レジオナーレ」（軍団兵、ルーマニア語：legionarii、英：Legionnaires ときに "legionaries" とも）の名で、運動団体は「レジオン」（Legion）や「レジオン活動」（Mişcarea Legionară、英：Legionary Movement）の名で広く知られている。なお、団体名は、途中の禁止されたものも含めてたびたび変更されている。
1930年3月、コドレアヌはレジオンの民兵政治集団として「鉄衛団」を結成した。この名はしばしばレジオンそのものを表す名として用いられる。その後、1935年6月に、レジオンは正式名称をTotul pentru Ţară党に変更した。これは、文字通りには『全ては国の為に』の意味であるが、広くは『全ては父なる地のために』、場合によっては『全ては母なる地のために』と訳されている。
メンバーは（革新のシンボルとして）緑の制服を着用したことから「緑シャツ隊」（Cămăşile verzi、英：Greenshirts）の名で知られ、互いにローマ式敬礼を用いていた。鉄衛団が主に用いた紋章は十字を三つ重ねたもので、三つ分離したものと雷文一つを組み合わせた変種もある。Crucea Arhanghelului Mihail（神使ミハイルの十字、英："Archangel Michael Cross"）の名で呼ばれることもあったこの紋章は、牢獄の鉄条を意味しており、殉死者の烙印としての意味合いを持っていた。

## 党史

### 結成と勃興
コルネリウ・コドレアヌは国家キリスト教防衛協会（National-Christian Defense League、NCDL）というルーマニア政党においてナンバー2の地位にあったが、1927年に離党した。そして彼は、大天使ミカエル軍団を創設した。この軍団はルーマニア正教会を奉じていた。明確に宗教色を持つ点では、当時の他のヨーロッパ諸国のファシズム運動とは対照的であった。Ioanidによると、この軍団は「キリスト正教の堅い考え方を政治教義に積極的に取り込んでいて、近代ヨーロッパではまれな宗教的イデオロギー構造を持つ政治運動となった」。
また、この軍団は農民や学生層に多くの支持者を抱えており、この点でも、退役軍人を主な支持層とする他のファシズム運動とは異なっていた。とはいうものの、暴力傾向はこの軍団にもあって、政治的な暗殺も行った。
コドレアヌはカリスマ性を持つ指導者で、目を見張るような見せ場を上手く演出するなどプロパガンダが巧みだったことで知られる。軍団は、軍隊行進や宗教行事を誇示し、「奇跡」を演出したり愛国的な賛美歌や軍の祝歌を上手く使ったりして、自分たちがこれまでの汚職と利権がらみの集票組織政党（NCDLを含む）に変わる存在だと誇示した。周辺地方の人々も、反共主義、反ユダヤ、反自由主義、反議院内閣制などの原理に共鳴して、奉仕活動や仁愛精神の運動を広めることで軍団を支援した。
当時の聖職者を中心としたファシズム運動が他国でもそうだったように、鉄衛団は明確に反ユダヤ主義の立場をとっていた。そして、「ユダヤ教のラビによるキリスト世界の侵略が、フリーメイソン、フロイト心理学、ホモセクシュアル、無神論、マルクス主義、ボルシェヴィキ思想、スペインの内戦など予想しなかった変幻自在な形で社会をひそかに侵食している」という考えを推し進めた。
1933年12月10日、ルーマニアの自由党員である総理大臣イオン・ドゥカ（en:Ion Duca）は、鉄衛団の結団禁止を決めた。その報復として、1933年12月29日、シナヤ駅のプラットホームでドゥカは鉄衛団員に暗殺された。しかし、これは裏で警察、あるいは国王カロル2世が共謀していた疑いがある。

### 血塗られた権力闘争
1937年のルーマニア議会選挙において、軍団は票全体の15.5%を獲得し、自由党と農民党に継ぐ第3位の政党となった。ルーマニア国王カロル2世は、軍団の政治目的に強く反対し、1938年2月10日に政府を解散して、国王の独裁体制を敷いた。これは国王の愛人マグダ・ルペスク（en:Magda Lupescu）がユダヤ人の父を持つローマ・カトリック教徒なので、彼女に依頼されたという説もあるが、単にそれだけではない。まだこの時期は、軍団は概ね迫害を受ける方の立場で、カロル2世は政府から軍団を締め出すことに成功した。しかし、1940年には、国王自身が退位を余儀なくされることになる。
コドレアヌは1938年に逮捕されて投獄され、国家憲兵の護送のもと、1938年11月29日から30日の夜に他の数名の団員とともに処刑された。噂によると、この夜に脱獄を企てたといわれる。一般的には脱獄の企ては無かったと信じられており、コドレアヌやその仲間が処刑された理由は、1938年11月24日に軍団がアルマンド・カリネスク（国王の内閣の内務大臣）の関係者を殺害した事件への報復であり、国王が処刑を命じたとされる。
国王の独裁は長く続かず、1939年3月7日、カリネスクを首相とする新政府が組織された。同年9月21日、今度はコドレアヌが処刑されたことへの報復として、カリネスク首相が軍団に暗殺された。この後も、血で血を洗う報復が続いた。

### シマによる短い支配期
第2次世界大戦が始まってから数ヶ月間、ルーマニアは公式には中立を保った。カリネスク首相の暗殺後でさえ、カロル国王は中立を維持しようとした。ナチス・ドイツはまずポーランドを侵略したが、このとき、ルーマニアはポーランドの逃亡政府の関係者に避難先を提供した。フランスやイギリスがポーランドの保護を保証していたが、その約束は果たされなかった。1939年8月23日に独ソ不可侵条約が締結され、ルーマニアとソビエトとの間にあるベッサラビアをソビエトが領有しようとしていることが明らかになっていた。ルーマニアも、フランスとイギリスから安全を保証されていたが、ポーランドと同様に、この約束は頼りにならなかった。やがてフランスは降伏し、イギリスはヨーロッパから退却したため、両国のルーマニアへの保証は完全に無意味になった。このような状況では、ルーマニアは、独・ソを頼るしかなかった。
枢軸国側との政治提携は、軍団の生き残りには明らかに有利に働いた。1940年7月4日に成立したイオン・ジグルトゥ（en:Ion Gigurtu）の政府には初めて軍団のメンバーが入閣したものの、それまでの抗争や弾圧によって主だったカリスマ的指導者達は既に死亡していた。その生き残りの一人が極端な反ユダヤ主義者のホリア・シマ（Horia Sima）であり、コドレアヌ亡き後にリーダーの肩書きを受け継いだ。

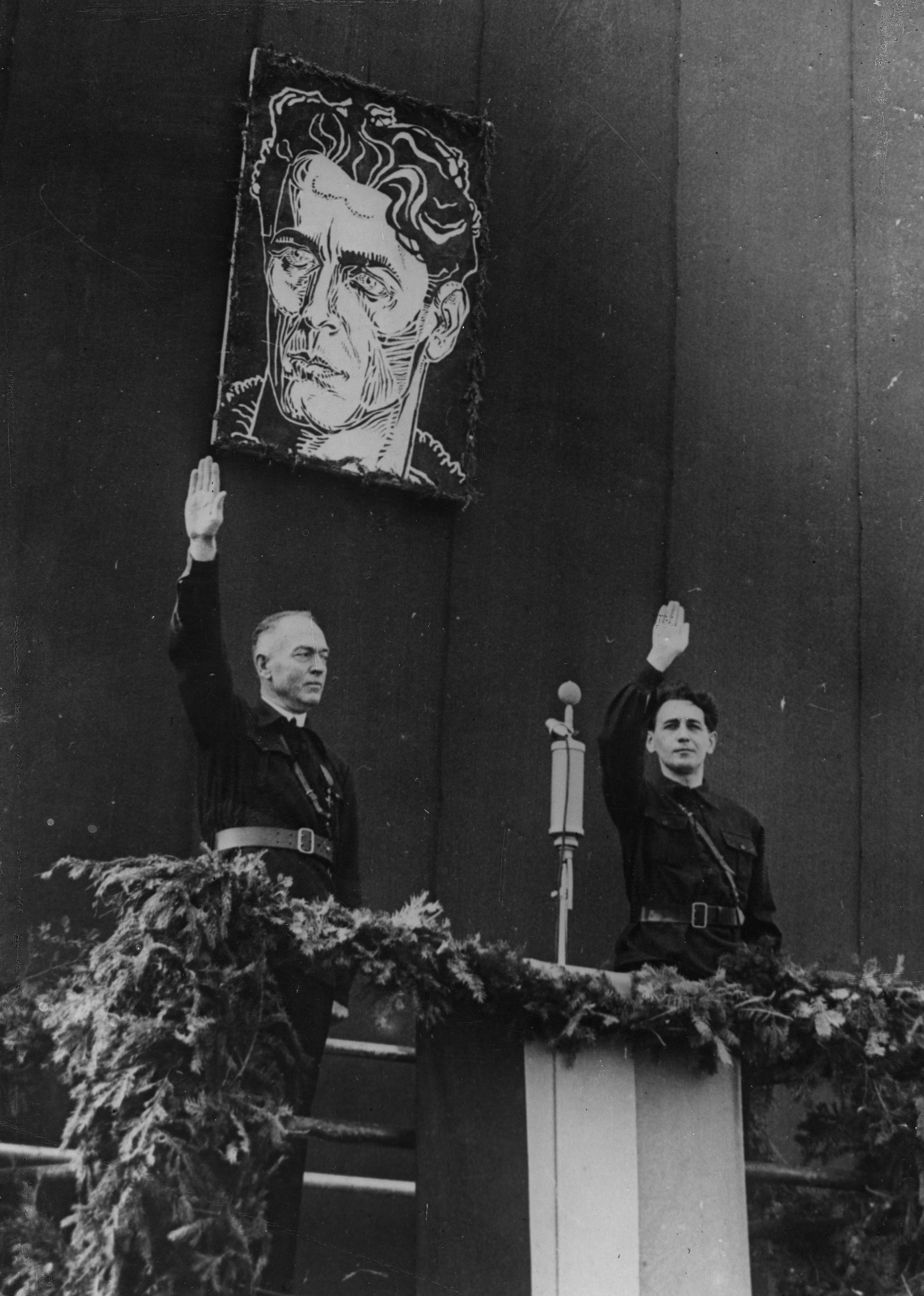
コドレアヌの肖像の前でローマ式敬礼をするアントネスク（左）とホリア・シマ（右）

1940年9月4日、軍団はイオン・アントネスク将軍（後に元帥）と連携を組んで政権を奪い、カロル2世を強制的に退位させて息子のミハイ1世に王位を継がせた。彼らは、それまで以上に枢軸国側に味方する姿勢を明らかにした（ルーマニアは正式には1941年6月に枢軸国に参加する）。シマは、内閣の副首相となった。
軍団は、政権の座につくと、得意技術を活かして利益提供によって懐柔したり、商業・金融部門から徹底的に強奪や恐喝をしたりしながら、それまで以上に厳しい反ユダヤの法律を多く制定するようになった。また、ユダヤ人の虐殺や政治的な暗殺などが、堂々と行なわれるようになった。以前の高官や役人がジラヴァ刑務所に送られ、裁判なしで処刑された人数が60人以上に上った。元総理大臣で歴史家のニコラエ・ヨルガ（en:Nicolae Iorga）や、やはり元大臣で経済学者でもあったVirgil Madgearは、逮捕もなくいきなり殺された。
鉄衛団は、ホロコーストに加担したという悪名で知られている。東ルーマニア（ベッサラビア、ブコヴィナ、トランスニストリア、ヤシ市など）にいたユダヤ人は、集団的な殺戮（ポグロム）によって断絶した。
鉄衛軍が扇動してクーデターを起こしたが、1941年1月24日、ドイツ軍から支援を受けたアントネスクに鎮圧された。内戦の3日間、首都ブカレストの鉄衛軍は、何十人ものユダヤ人市民をブカレスト畜殺場で殺害するなど、ひどいユダヤ人虐殺を扇動した。クーデター失敗の結果、軍団は公職から外され、政府の庇護も失った。ホリア・シマや他の軍団員はドイツに逃れたが、投獄された者もいた。シマはドイツ降伏後にスペインへ逃れ、1993年に死去した。

### 鉄衛団が残したもの
共産主義のルーマニア人民共和国の時代になってから、ルーマニアの小規模なファシスト集団が "Garda de Fier" を名乗った。また、ルーマニアのファシズムとは関係ないが、1970年代前半のアルゼンチンで、ペロニスタとして知られるフアン・ペロン大統領支持者たちが Guardia de Hierro（鉄衛団のスペイン語訳）を名乗った。
2000年に、ルーマニアで "Noua Dreaptă" （新しい権利）という極右団体が結成されたが、この団体は鉄衛団の後継者だと名乗っている。この団体はコルネリウ・コドレアヌを崇拝するカルトで、軍団の方針を受け継いでいる。
1970年代以降、著名な宗教史家ミルチャ・エリアーデ（作家、哲学者でもある）は、1930年代に鉄衛団を支持していたと批判を受けた。